# Список глав государств в 1810 году
| 1809 ← Список глав государств по годам → 1811 |

## Азия
- Абхазское княжество —
  - Аслан-бей, князь[англ.] (1808—1810)
  - Георгий II (Сафар-бей), князь[англ.] (1810—1821)
- Азербайджан —
  -  Карабахское ханство — Мехти Кули, хан (1806—1822)
  -  Карадагское ханство — Аббас Кули, хан (1797—1813)
  -  Нахичеванское ханство —
    - Келб-Али, хан (1787—1796/1797, 1801—1804, 1804—1807, 1808, 1809—1810, 1812—1817/1820)
    - Аббас Кули, хан (1780/1781—1783, 1787, 1797—1801, 1804, 1807—1808, 1810—1812)

  -  Талышское ханство — Мир Мустафа, хан (1786—1814)
  -  Шекинское ханство — Джафар Кули, хан (1806—1814)
  -  Ширванское ханство — Мустафа, хан (1792—1820)
- Бруней — Мухаммад Канзуль Алам, султан (1807—1826)
- Бутан —
  - Цултрим Дагпа, друк дези (1809—1810)
  - Джимге Дакпа, друк дези (1810—1811)
- Великих Моголов империя — Акбар Шах II, падишах (1806—1837)
- Вьетнам — Нгуен Тхе-то (Зя Лонг), император (1802—1820)
- Грузинское царство —
  -  Гурийское княжество — Мамия V Гуриели, князь (1797—1826)
  -  Имеретинское царство —
    - Соломон II, царь (1789—1810)
    - в 1810 году вошло в состав Российской империи

  -  Мегрельское княжество — Леван V Дадиани, князь (1804—1846)
- Дирийский эмират — Сауд ибн Абдул-Азиз, эмир (1803—1814)
- Дурранийская империя — Махмуд-Шах, шах (1801—1803, 1809—1818)
- Индия —
  - Аджайгарх — Бакхт Сингх, раджа (1809—1837)
  - Алвар — Бахтавар Сингх, раджа (1791—1815)
  - Алираджпур — Пратап Сингх I, рана (1765—1818)
  - Амбер (Джайпур) — Джагат Сингх II, Махараджа савай (1803—1818)
  - Араккал[англ.] — Биби Джунумабе II, али раджа[англ.] (1777—1819)
  - Аркот (Карнатака) — Азим уль-Даула, наваб (1801—1819)
  - Ахом — Суклингфаа, махараджа[англ.] (1795—1811)
  - Баони — Насер ад-Доула, наваб (1800—1815)
  - Бансвара — Биджай Сингх, раджа (1786—1816)
  - Барвани — Мохан Сингх, рана (1794—1839)
  - Барода — Ананд Гаеквад, махараджа (1800—1818)
  - Башахра[англ.] — оккупировано непальцами (1803—1815)
  - Бенарес — Удит Нарайян Сингх, раджа (1795—1835)
  - Биджавар —
    - Кешри Сингх, раджа (1802—1810)
    - Ратан Сингх, раджа (1810—1833)

  - Биканер — Сурат Сингх, махараджа[англ.] (1787—1828)
  - Биласпур (Калур) — Махан Чанд, раджа (1778—1824)
  - Бунди — Бишен Сингх, раджа (1804—1821)
  - Бхавнагар — Вакхатсинхжи Акхераджи, такур сахиб (1772—1816)
  - Бхаратпур — Рандхир Сингх, махараджа (1805—1823)
  - Бхопал — Гоус Мохаммад Хан, наваб (1807—1826)
  - Ванканер — Чандрасинхжи II Кесарисинхжи, махарана радж сахиб (1787—1839)
  - Гархвал — междуцарствие (1804—1824)
  - Гвалиор — Даулат Рао Шинде, махараджа (1794—1827)
  - Гондал — Деважи Саграмжи, тхакур сахиб (1800—1812)
  - Гулер[англ.] — Бхуп Сингх, раджа[англ.] (1790—1813)
  - Даспалла[англ.] — Кришна Чандра Део Бханж, раджа[англ.] (1805—1845)
  - Датия — Паричат Сингх, раджа (1801—1839)
  - Девас младшее[англ.] — Рукмангад Рао, раджа[англ.] (1790—1817)
  - Девас старшее[англ.] — Тукоджи Рао II, раджа[англ.] (1789—1827)
  - Джайнтия[англ.] — Рам Сингх, раджа[англ.] (1790—1832)
  - Джанжира — Ибрагим Хан II, наваб (1789—1794, 1803—1826)
  - Джайсалмер — Мульраж II Сингх, махараджа (1762—1820)
  - Джалавад (Дрангадхра) — Амарсинхжи II Раисинхжи, сахиб (1804—1843)
  - Дженкантал[англ.] — Кришна Чандра, раджа[кат.] (1807—1822)
  - Джинд — Бхаг Сингх, раджа (1789—1819)
  - Джхабуа — Бхим Сингх, раджа (1770—1821)
  - Джунагадх — Мухаммад Хамид Ханжи I, наваб (1774—1811)
  - Дхар —
    - Рамачандра Радж I Павар, рана (1807—1810)
    - Рамачандра Радж II Павар, рана (1810—1833)

  - Дхолпур — Кират Сингх, рана (1804—1836)
  - Дунгарпур — Джасвант Сингх II, Махараджа (1808—1844)
  - Идар — Гамбхир Сингх, раджа (1791—1833)
  - Индаур — Яшвант I, махараджа (1799—1811)
  - Камбей — Фатх Али Хан, наваб (1790—1823)
  - Капуртхала — Фатех Сингх, махараджа (1801—1837)
  - Караули — Хербакш Пал, махараджа (1805—1837)
  - Кач — Райядхан III, раджа (1778—1786, 1801—1813)
  - Кишангарх — Кальян Сингх, махараджа (1797—1832)
  - Кодагу (Коорг)[англ.] — Линга Раджа, раджа[англ.] (1774—1780, 1809—1820)
  - Колхапур — Шиваджи II, раджа (1762—1813)
  - Кота — Умед Сингх I, махараджа (1771—1819)
  - Кочин — Керала Варма III, махараджа (1809—1828)
  - Куч-Бихар — Харендра Нарайян, раджа (1783—1839)
  - Ладакх — Цепал Дондуп Намгьял, раджа[англ.] (1802—1837, 1839—1840)
  - Лохару — Ахмад Бакхш Хан, наваб (1806—1827)
  - Лунавада[англ.] — Партаб Сингх, рана[англ.] (1786—1818)
  - Майсур — Кришнараджа Водеяр III, султан (1799—1868)
  - Малеркотла — Мухаммад Вазир Али Хан, наваб (1809—1821)
  - Манди — Ишвари Сен, раджа (1788—1826)
  - Манипур — Чуржит Сингх, раджа[англ.] (1806—1812)
  - Маратхская империя — Пратап Сингх, чхатрапати (император) (1808—1818)
  - Марвар (Джодхпур) — Ман Сингх, махараджа (1803—1843)
  - Мевар (Удайпур) — Бхим Сингх, махарана (1778—1828)
  - Морви — Джияджи Вагхджи, сахиб (1790—1828)
  - Мудхол — Нарайянрао, раджа (1805—1816)
  - Набха — Джашвант Сингх, махараджа (1783—1840)
  - Наванагар — Джасаджи Лакхажи, джам (1767—1814)
  - Нагпур — Рагходжи II, махараджа (1788—1816)
  - Нарсингхгарх — Собхаг Сингжи, раджа (1795—1827)
  - Орчха — Викрамаджит Махендра, раджа (1776—1817, 1834)
  - Паланпур — Фируз Хан III, диван (1794—1812)
  - Панна — Кишор Сингх, раджа (1798—1834)
  - Патиала — Сахиб Сингх, махараджа (1781—1813)
  - Порбандар — Сартанжи II Викматжи, рана (1757—1813)
  - Пратабгарх — Савант Сингх, махарават (1774—1844)
  - Пудуккоттай — Виджайя Рагхунатха Тондемен II, раджа (1807—1825)
  - Раджгарх — Притхви Сингх, рават (1803—1815)
  - Раджпипла —
    - Рамсинхжи, махарана (1803—1810)
    - Нахарсинхжи, махарана (1810—1821)

  - Радханпур — Мухаммад Гази ад-Дин Хан, наваб (1787—1813)
  - Рампур — Ахмад Али Хан, наваб (1794—1840)
  - Ратлам — Парбат Сингх, махараджа (1800—1824)
  - Рева — Джай Сингх, раджа (1809—1835)
  - Савантвади — Пхонд Савант Бхонсле III, раджа (1807—1812)
  - Саилана — Лакшман Сингх, раджа (1797—1826)
  - Самбалпур[англ.] — под управлением маратхов из Нагпура (1800—1817)
  - Сангли — Чинтаман Рао I, раджа (1782—1851)
  - Сирмур — Карам Пракаш II, махараджа (1793—1803, 1804—1815)
  - Сирохи — Удайибхан Сингх, раджа (1808—1847)
  - Ситамау — Раж Рам Сингх I, раджа (1802—1867)
  - Сонепур — Притхви Сингх Део, раджа (1781—1841)
  - Сукет — Бикрам Сен II, раджа (1791—1838)
  - Танджавур — Серфоджи II, раджа (1787—1793, 1798—1832)
  - Тонк — Амир Хан, наваб (1806—1834)
  - Траванкор —
    - Авиттом Тхирунал Баларама Варма, махараджа (1798—1810)
    - Говри Лакшми Баи, махарани (1810—1813)

  - Трипура — Дурга Маникья, раджа[англ.] (1809—1813)
  - Фаридкот — Гуляб Сингх, раджа (1804—1826)
  - Хайдарабад — Асаф Джах III, низам (1803—1829)
  - Хиндол[англ.] — Кишан Чандра, раджа[англ.] (1786—1829)
  - Чамба — Чархат Сингх, раджа (1808—1844)
  - Чаркхари — Бикрамажит Сингх, раджа (1782—1829)
  - Чхатарпур — Кунвар Сон Шах, раджа (1785—1816)
  - Шахпура — Амар Сингх, раджа (1796—1827)
- Индонезия —
  - Аче — Алауддин Джахар уль Алам, султан (1795—1815, 1819—1823)
  - Бантам — Мухаммад ибн Мухаммад Мухиуддин, султан[англ.] (1809—1813)
  - Бачан — Камарулла, султан[англ.] (1797—1826)
  - Дели — Амалуддин Манжендар, туанку (1805—1850)
  - Джокьякарта —
    - Хаменгкубувоно II, султан (1792—1810, 1811—1812, 1826—1828)
    - Хаменгкубувоно III, султан (1810—1811, 1812—1814)

  - Ланфан[англ.] — Цзян Убо, президент[англ.] (1795—1799, 1804—1811)
  - Мангкунегаран — Мангкунегара II, султан (1796—1835)
  - Понтианак — Касим Алькадри, султан (1808—1819)
  - Сиак — Аль-Саид аль-Шариф Али Абдул Джалил Зияифуддин, Султан (1784—1811)
  - Сулу — Али уд-Дин I, султан[англ.] (1808—1821)
  - Суракарта — Пакубовоно IV, сусухунан (1788—1820)
  - Тернате — Мухаммад Али, султан (1807—1821)
  - Тидоре — Зайнал Абидин, султан[англ.] (1805—1810)
- Иран  — Фетх Али, шах (1797—1834)
- Йемен —
  - Акраби — Аль-Махди ибн Али аль-Акраби, шейх (1770— 1833)
  - Алави — Шаиф I аль-Алави, шейх (1800—1839)
  - Аудхали — Джабиль ибн Салих, |султан (ок. 1780 — ок. 1820)
  - Вахиди —
    - Ахмад бин Хади, султан (1771—1810)
    - Абдаллах I бин Ахмад, султан (1810—1830)

  - Верхняя Яфа —
    - Кахтан I бин Умар аль-Хархара, султан (ок. 1800 — ок. 1810)
    - Умар II бин Кахтан аль-Хархара, султан (ок. 1810 — ок. 1815)

  - Катири — Мухсин ибн Ахмад аль-Катир, султан (1800—1830)
  - Лахедж — Ахмад I ибн Абд аль-Карим, султан (1791—1827)
  - Махра — Саид бин Тавари аль-Махри, султан (ок. 1800 — ок. 1820)
  - Нижняя Яфа — Али I ибн Галиб аль-Афифи, султан (ок. 1800 — 1841)
  - Фадли — Ахмад III бин Абдаллах аль-Фадли, султан (1805—1819)
- Казахское ханство —
  - Младший жуз — междуцарствие (1809—1812)
  - Средний жуз — Вали (Уали), хан (1781—1819)
- Казикумухское ханство — Сурхай II, хан (1789—1820)
- Камбоджа — Анг Тян II, король[англ.] (1806—1834)
- Канди — Викрама Раджасинха, царь[англ.] (1798—1815)
- Китай (Империя Цин)  — Цзяцин (Юнъянь), император[англ.] (1796—1820)
- Лаос  —
  - Вьентьян  — Анувонг, король (1805—1828)
  - Луангпхабанг  — Анурута, король (1792—1793, 1794—1819)
  - Пхуан  — Нои, король (1803—1831)
  - Тямпасак  — Фай На, король (1791—1811)
- Малайзия —
  - Джохор — Махмуд Шах III, Султан[англ.] (1770—1811)
  - Кедах — Ахмад Таджуддин Халим Шах II, султан[англ.] (1803—1821, 1842—1845)
  - Келантан — Мухаммад I, раджа[англ.] (1800—1835)
  - Негери-Сембилан — Легганг, ямтуан бесар (1808—1824)
  - Перак — Абдул-Малик Мансур-шах, султан (1806—1825)
  - Селангор — Ибрагим, султан (1778—1826)
  - Сетул[англ.] — Тунку Бинсу ибн аль-Мархум Абдулла, раджа[англ.] (1809—1843)
  - Тренгану — Ахмад Шах I, султан (1808—1830)
- Мальдивы — Мухаммад Муинуддин I, султан (1799—1835)
- Мьянма (Бирма) —
  - Йонгве[англ.] — Сао Юн, Саофа[англ.] (1762—1815)
  - Кенгтунг[англ.] — Конг Тай I, саофа[англ.] (1787—1813)
  - Конбаун — Бодопайя, царь (1782—1819)
  - Локсок (Ятсок)[англ.] — Хкун Сам Лик, саофа[англ.] (1791—1811)
  - Мокме[англ.] — Хсаи Кьяв, саофа[англ.] (ок. 1800—1818)
  - Монгнай[англ.] — Монг Шве По, миоза[англ.] (ок. 1802—1848)
  - Монгпай[кат.] — Хкам Хленг, саофа[кат.] (1808—1820, 1823—1836)
  - Сенви[англ.] — Сао Хсо Ко, саофа[англ.] (1800—1815)
  - Сипау[англ.] — Хкун Хкви, саофа[англ.] (1809—1843)
- Непал — Гирван Юддха Бикрам, король (1799—1816)
- Оман — Саид ибн Султан, султан (1804—1856)
- Османская империя — Махмуд II, султан (1808—1839)
- Пакистан —
  - Бахавалпур — Садик Мухаммад Хан II, наваб (1809—1826)
  - Калат — Махмуд I, хан (1794—1817)
  - Лас Бела — Мир-хан I, хан (1776—1818)
  - Синд (династия Талпур) — Гулям Али, мир (1801—1811)
  - Хаирпур — Сохраб Хан, мир (1783—1830)
  - Харан —
    - Джахангир, мир (1796—1804/1810)
    - Аббас, мир (1804/1810—1833)

  - Хунза[англ.] — Салим Хан III, мир[англ.] (1790—1825)
  - Читрал — Шах Мухтарам Катор II, мехтар (1788—1838)
- Рюкю — Сё Ко, ван (1804—1828)
- Сиам (Раттанакосин)  — Рама II (Буддха Лоетла Нафалай), король (1809—1824)
- Сикким — Цудпуд Намгьял, чогьял (1793—1863)
- Сикхское государство — Ранджит Сингх, махараджа (1801—1839)
- Тибет —
  - междуцарствие (1804—1810)
  - Лунгтог Гьяцо (Далай-лама IX), далай-лама[англ.] (1810—1815)
- Узбекистан —
  - Бухарский эмират — Хайдар, эмир (1800—1826)
  - Кокандское ханство — Умар, хан (1809—1822)
  - Хивинское ханство (Хорезм) — Мухаммад Рахим I, инак (1806—1825)
- Филиппины —
  - Магинданао — Каваса Анвар ад-дин, султан (1805—1830)
- Чосон  — Сунджо, ван (1800—1834)
- Япония —
  - Кокаку, император (1779—1817)
  - Токугава Иэнари, сёгун (1787—1837)

## Америка
- Бразилия — Жуан, принц-регент (1808—1815)
- Гаити (государство) — Анри Кристоф, президент (1806—1811)
- Гаити (республика)[англ.] — Александр Петион, президент (1807—1818)
- Новая Гранада —
  - Антонио Хосе Амар-и-Борбон, вице-король (1803—1810)
  - Франсиско Хавьер Венегас, вице-король (1810)
  - междуцарствие (1810—1812)
- Новая Испания —
  - Франсиско Хавьер де Лисана-и-Беаумонт, вице-король (1809—1810)
  - Франсиско Хавьер Венегас, вице-король (1810—1813)
- Перу — Хосе Фернандо де Абаскаль, вице-король (1806—1816)
- Рио-де-ла-Плата —
  - Бальтасар Идальго де Сиснерос, вице-король (1809—1810)
  - Франсиско Хавьер де Элио, вице-король (1810—1811)
- Соединённые Штаты Америки — Джеймс Мэдисон, президент (1809—1817)

## Африка
- Аусса — Эйдахис ибн Махаммад ибн Эйдахис, султан (1801—1832)
- Ашанти — Отумфуо Нана Туту Кваме Асиба, ашантихене (1804—1824)
- Баоль[фр.] — Яссин Дьень Фаль, тень[фр.] (1809—1812)
- Багирми — Утман Буркоманда III аль-Кабир, султан (1806—1807, 1807, 1807—1846)
- Бамбара (империя Сегу) — Да Диарра, битон (1808—1827)
- Бамум — Мбуомбуо, мфон (султан)[англ.] (1757—1814)
- Бени-Аббас[англ.] — Бен Абдалла Бен Бузид Мокрани, султан[фр.] (1800—1830)
- Бенинское царство — Обаноса, оба[англ.] (1804—1816)
- Борну — Дунама IX Лефиами, маи[нем.] (1808—1816)
- Буганда — Семакоокиро, кабака (1797—1814)
- Буньоро — Ньямутукура Кьебамбе III, омукама (1786—1835)
- Бурунди — Нтаре IV Ругамба, мвами (король) (1796—1850)
- Бусса[англ.] — Киторо Гани Зара дан Джибрим, киб (1793—1835)
- Ваало[англ.] —
  - Сайодо Ясин Мбож, король (1805—1810)
  - Кула Мбааба Мбож, король (1810—1816)
- Вадаи — Абд аль-Карим Сабун, колак (султан)[англ.] (1804—1815)
- Варсангали[англ.] — Мохамед Али, султан[кат.] (1789—1830)
- Вогодого — Савадого, нааба (1802—1834)
- Волаитта (Велайта)[нем.] — Амадо, каво[англ.] (1800—1835)
- Гаро (Боша) — Дукамо, тато[англ.] (ок. 1790 — 1845)
- Гвирико[англ.] — Диори Уаттара, царь[англ.] (1809—1839)
- Дагомея — Адандозан, ахосу (1797—1818)
- Дамагарам — Ахмаду дан Танимун, султан (1799—1812)
- Дарфур — Мухаммад III Фадл ибн Абд аль-Рахман, султан (1799—1839)
- Денди[англ.] — Томо, аскья[англ.] (1805—1823)
- Денкира[англ.] — Овусу Бори I, денкирахене[англ.] (1793—1813)
- Джолоф — Мба Бури-Ньябу, буур-ба[англ.] (1800—1818)
- Имерина —
  - Андрианампуйнимерина, король[англ.] (1787—1810)
  - Радама I, король[англ.] (1810—1818)
- Кайор — Бирам Фатма Куб Фаль, дамель (1809—1832)
- Каффа — Хотти Гинотшо, царь (1798—1821)
- Кенедугу — Тапри Траоре, фаама (ок.1800—ок.1820)
- Койя — Фоки, обаи (1807—1817)
- Конго — Гарсия V, маниконго[англ.] (1803—1830)
- Лунда — Навеж II Дитенд, муата ямво (ок. 1800—1852)
- Мандара — Букар Д’Гжама, султан (1773—1828)
- Марокко — Мулай Слиман, султан (1792—1822)
- Массина —
  - Гурори II, ардо (1801—1810)
  - Секу Амаду (Амаду Лоббо), ардо (альмами) (1810—1845)
- Матамба и Ндонго[англ.] —
  - Франсиско II, король[англ.] (1767—1810)
  - Ндала Камана, король[англ.] (1810—1833)
- Нри[англ.] — Энвелеана I, эзе[англ.] (1795—1886)
- Руанда — Мутара II Рвогера, мвами (1802—1853)
- Салум —
  - Макумба Диогоп Мбодж, маад (1803—1810)
  - Ндене Ньякхана Ндийе, маад (1810—1817)
- Свазиленд (Эватини) — Ндвунгунье, нгвеньяма (король) (1780—1815)
- Сеннар — Бади VII, мек (1805—1821)
- Сокото — Осман дан Фодио, султан[англ.] (1804—1817)
- Такали[англ.] —
  - Абакр I, мукук[англ.] (1800—1820)
  - Умар II, мукук[англ.] (1800—1835)
- Твифо-Хеман (Акваму)[англ.] — Окото Паньин, аквамухене (1781—1835)
- Трарза — Мохаммед ульд Али, эмир (1800—1827)
- Тунис — Хаммуда ибн Али, бей (1782—1814)
- Фута Торо — междуцарствие (1804—1859)
- Харар[англ.] — Ахмад II ибн Мухаммад, эмир[англ.] (1794—1821)
- Эфиопия — Эгвале Сейон, император (1801—1818)

## Европа
- Австрийская империя — Франц I, император (1804—1835)
- Андорра — Франсеск Антони де ла Дуэнья-и-Киснерос, епископ Урхельский, князь-соправитель (1797—1816)
- Валахия — российская военная администрация (1807—1812)
- Великобритания и Ирландия —
  - Георг III, король (1760—1820)
  - Спенсер Персиваль, премьер-министр (1809—1812)
- Венгрия — Франц I, король (1792—1835)
- Ганноверское курфюршество (Брауншвейг-Люнебург) — Георг III, курфюрст (1760—1814)
- Голландское королевство —
  - Людовик Бонапарт, король (1805—1810)
  - Наполеон Луи Бонапарт, король (1810)
  - в 1810 году аннексировано Французской империей
- Дания — Фредерик VI, король (1808—1839)
- Испания — Иосиф I Наполеон (Жозеф Бонапарт), король (1808—1813)
- Италия —
  - Италия (королевство) — Наполеон I, король (1805—1814)
  - Неаполитанское королевство — Иоахим Мюрат, король (1808—1815)
  - Сардинское королевство — Виктор Эммануил I, король (1802—1821)
  - Сицилия — Фердинанд III, король (1759—1816)
- Молдавское княжество — российская военная администрация (1807—1812)
- Норвегия — Фредерик VI, король (1808—1814)
- Папская область — Пий VII, папа (1800—1823)
- Португалия — Мария I, королева (1777—1816)
- Пруссия — Фридрих Вильгельм III, король (1797—1840)
  - Олесницкое княжество (герцогство Эльс) — Фридрих Вильгельм, князь (1805—1815)
- Рейнский союз — Наполеон I, протектор (1806—1813)
  - Ангальт —
    - Ангальт-Бернбург — Алексиус Фридрих, герцог (1807—1834)
    - Ангальт-Бернбург-Шаумбург-Хойм — Виктор II Карл, князь[англ.] (1806—1812)
    - Ангальт-Дессау — Леопольд III, князь (1751—1817)
    - Ангальт-Кётен — Август Кристиан, герцог (1806—1812)

  - Бавария — Максимилиан I, король (1806—1825)
  - Баден — Карл Фридрих, великий герцог (1806—1811)
  - Берг — Наполеон Луи Бонапарт, великий герцог (1809—1813)
  - Вальдек-Пирмонт — Фридрих Карл Август, князь (1763—1812)
  - Вестфалия — Жером Бонапарт, король (1807—1813)
  - Вюртемберг — Фридрих I, король (1806—1816)
  - Гессен —
    - Гессен (великое герцогство) — Людвиг I, великий герцог (1806—1830)
    - Гессен-Гомбург — Фридрих V, ландграф (1751—1820)
    - Гессен-Ротенбург — Карл Эммануэль, ландграф (1778—1812)
    - Гессен-Филипсталь-Бархфельд — Карл, ландграф (1803—1854)

  - Гогенцоллерн-Гехинген —
    - Герман, князь (1798—1810)
    - Фридрих, князь (1810—1838)

  - Гогенцоллерн-Зигмаринген — Антон Алоис, князь (1785—1831)
  - Лихтенштейн — Иоганн I, князь (1805—1836)
  - Мекленбург —
    - Мекленбург-Стрелиц — Карл II, герцог (1794—1815)
    - Мекленбург-Шверин — Фридрих Франц I, герцог (1785—1815)

  - Нассау —
    - Нассау (герцогство) — Фридрих Август, герцог (1806—1816)
    - Нассау-Вейльбург — Фридрих Вильгельм, князь (1788—1816)

  - Ольденбург — Петер Фридрих Вильгельм, герцог (1785—1823)
  - Рейсс-Гера — Генрих XLII, князь (1806—1818)
  - Рейсс-Грейц — Генрих XIII, князь (1800—1817)
  - Саксония — Фридрих Август III, король (1806—1827)
    - Саксен-Веймар-Эйзенах — Карл Август, герцог (1809—1815)
    - Саксен-Гильдбурггаузен — Фридрих, герцог (1780—1826)
    - Саксен-Гота-Альтенбург — Август, герцог (1804—1822)
    - Саксен-Кобург-Заальфельд — Эрнст III, герцог (1806—1826)
    - Саксен-Мейнинген — Бернгард II, герцог (1803—1866)

  - Шаумбург-Липпе — Георг Вильгельм, князь (1807—1860)
  - Шварцбург-Зондерсгаузен — Гюнтер Фридрих Карл I, князь (1794—1835)
  - Шварцбург-Рудольштадт — Фридрих Гюнтер, князь (1807—1867)
- Российская империя — Александр I, император (1801—1825)
- Франция — Наполеон Бонапарт, император (1804—1814, 1815)
- Чехия — Франц I, король (1792—1835)
- Швеция — Карл XIII, король (1809—1818)

## Океания
- Гавайи — Камеамеа I, король (1795—1819)
- Таити — Помаре II, король (1803—1821)

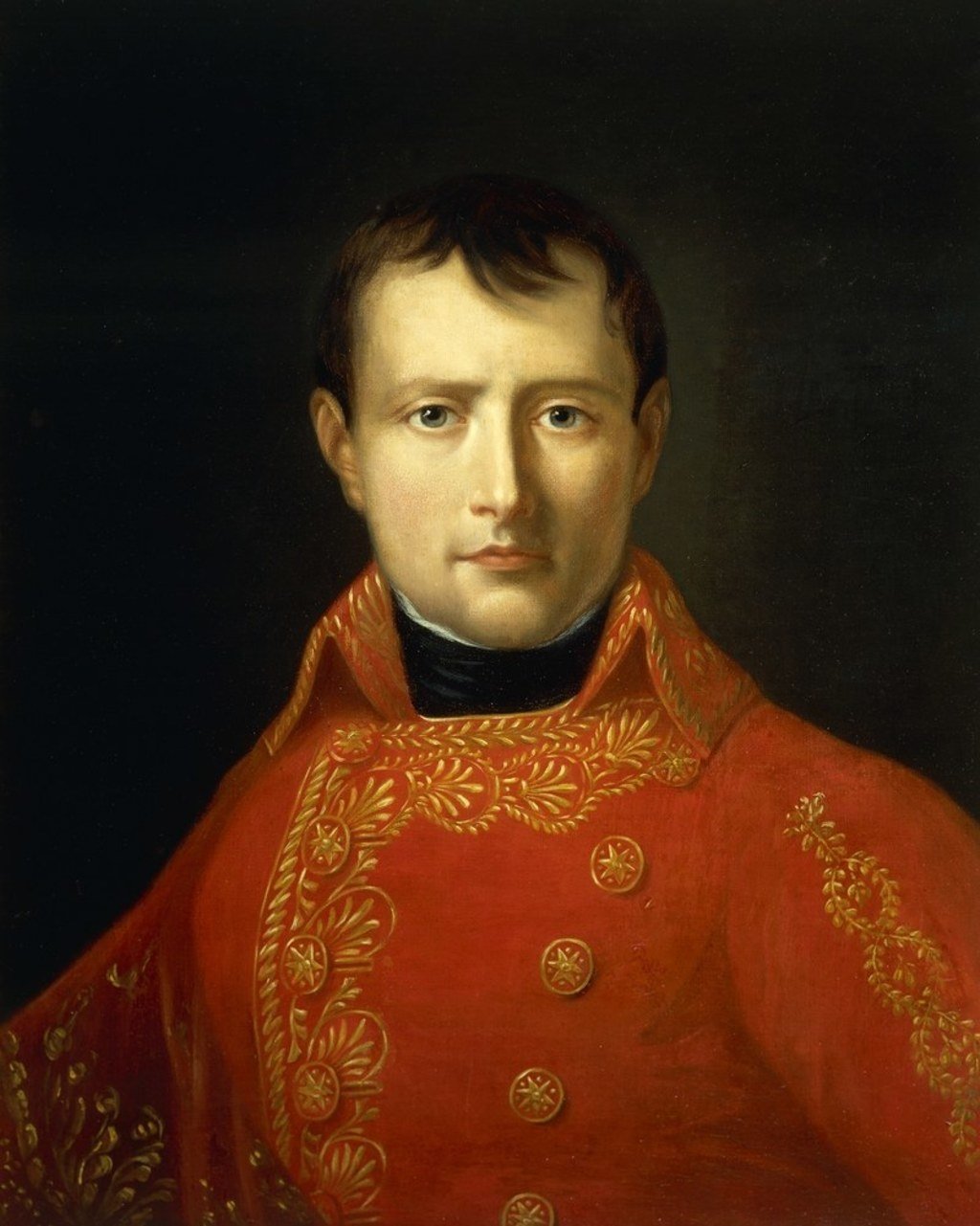
Наполеон I 1804-1813, 1815 Император французов
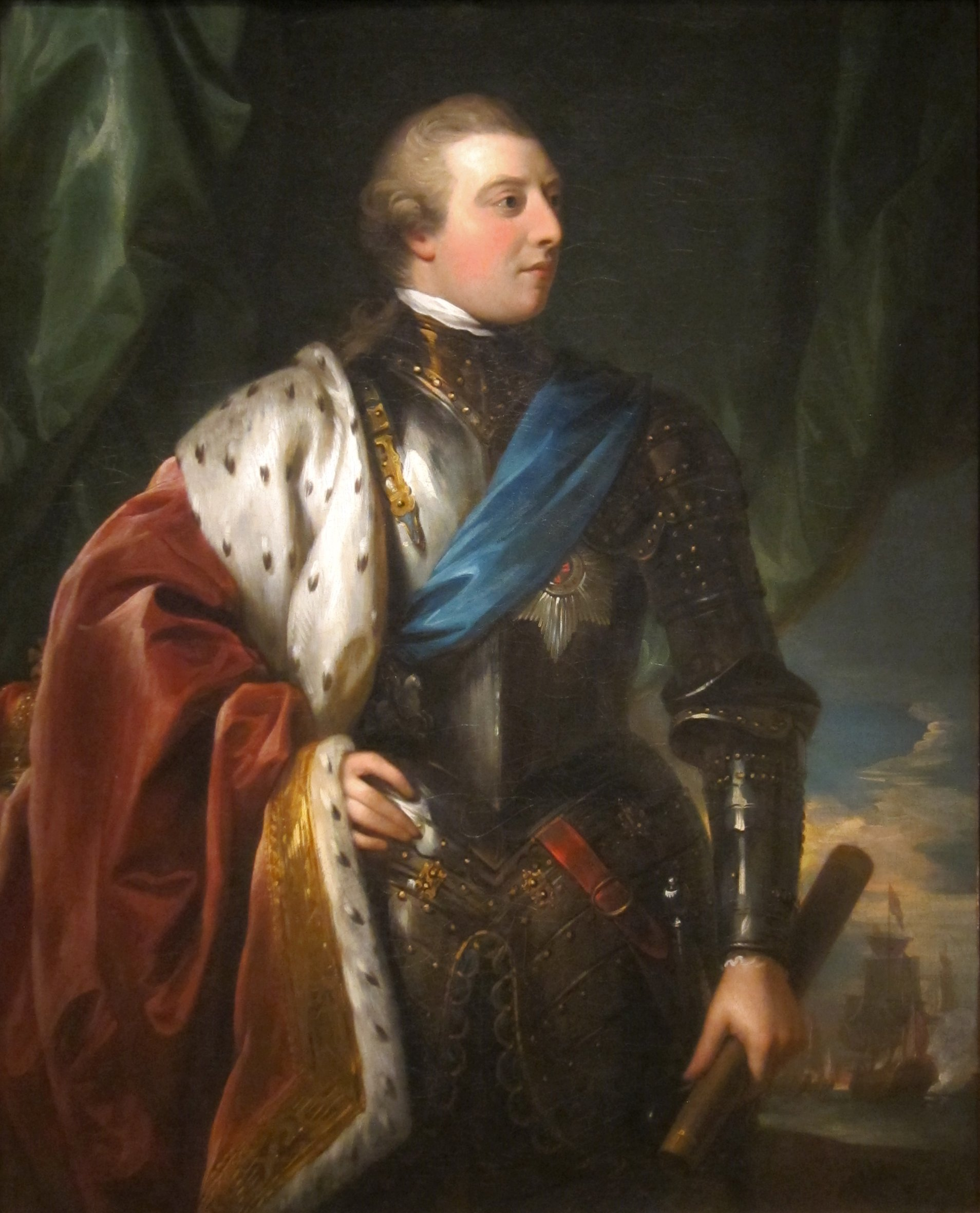
Георг III 1760-1820 Король Великобритании  и курфюрст Ганноверский
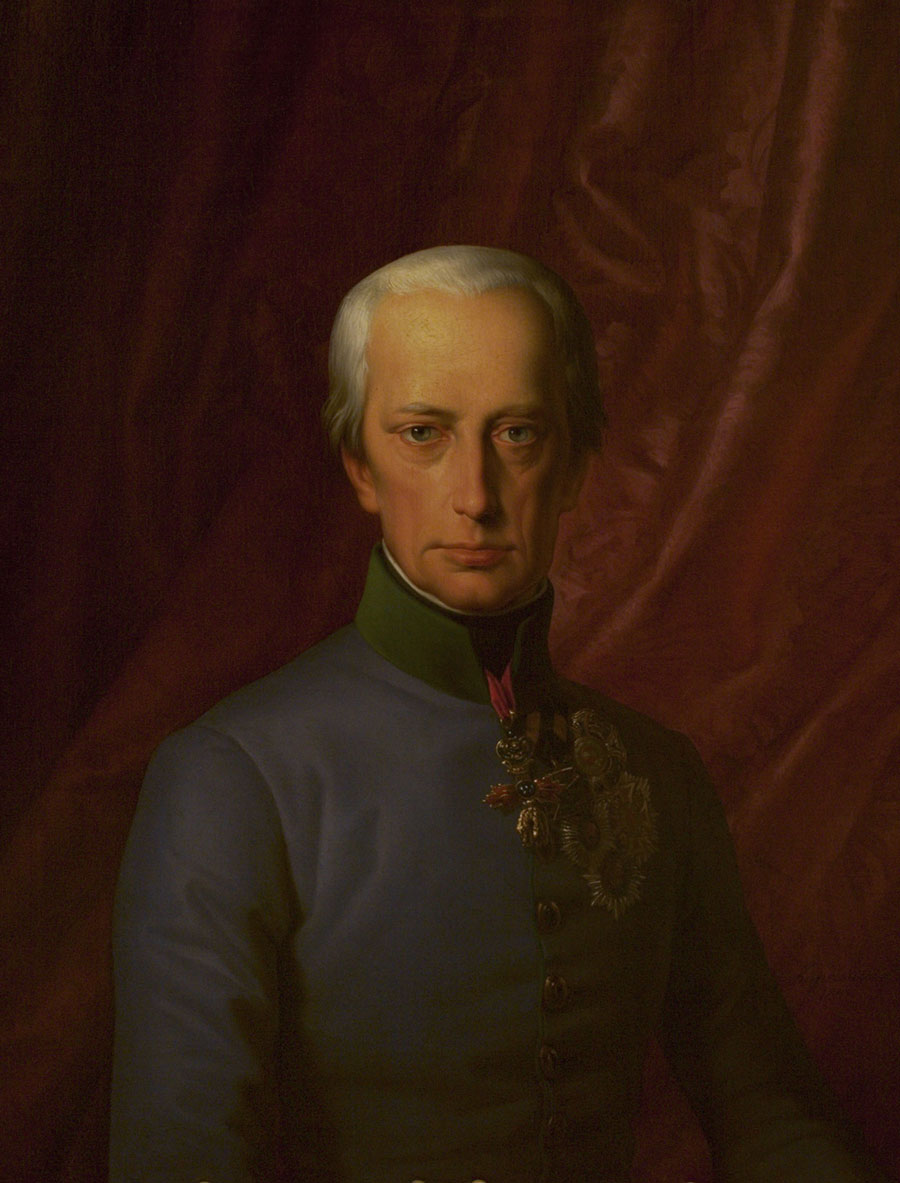
Франц I 1804-1835 Император Австрии, король Венгрии и Чехии
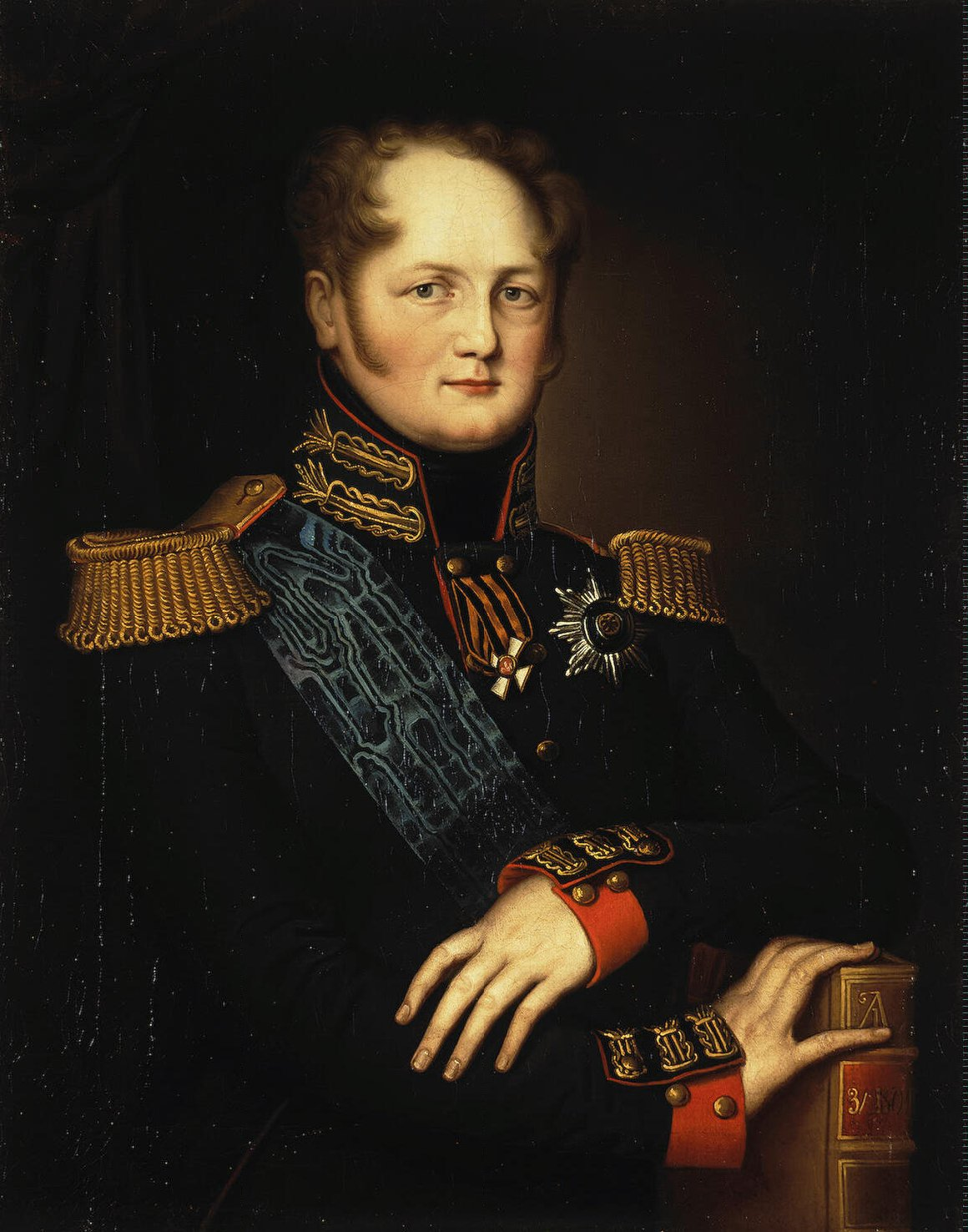
Александр I 1801-1825 Император Всероссийский
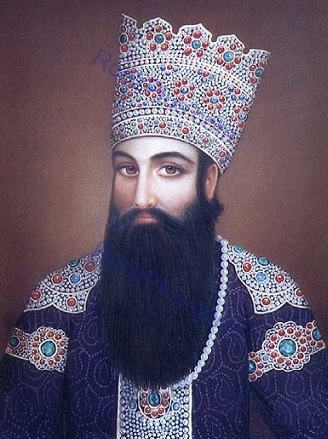
Фетх Али 1797-1834 Шах Ирана
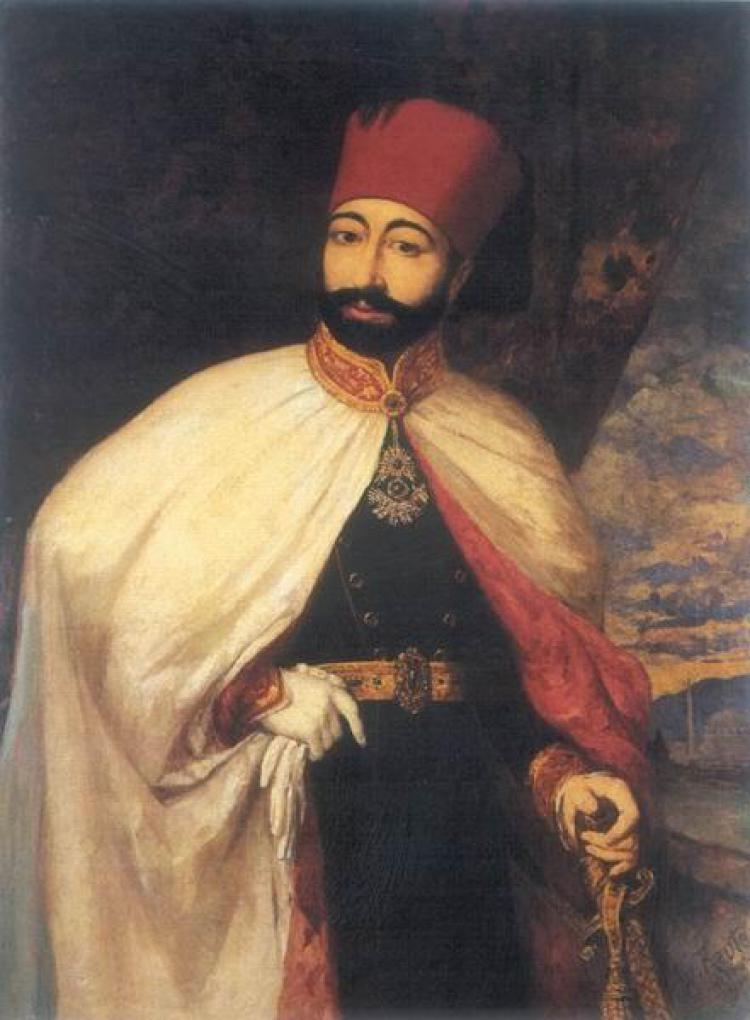
Махмуд II 1808-1839 Османский султан
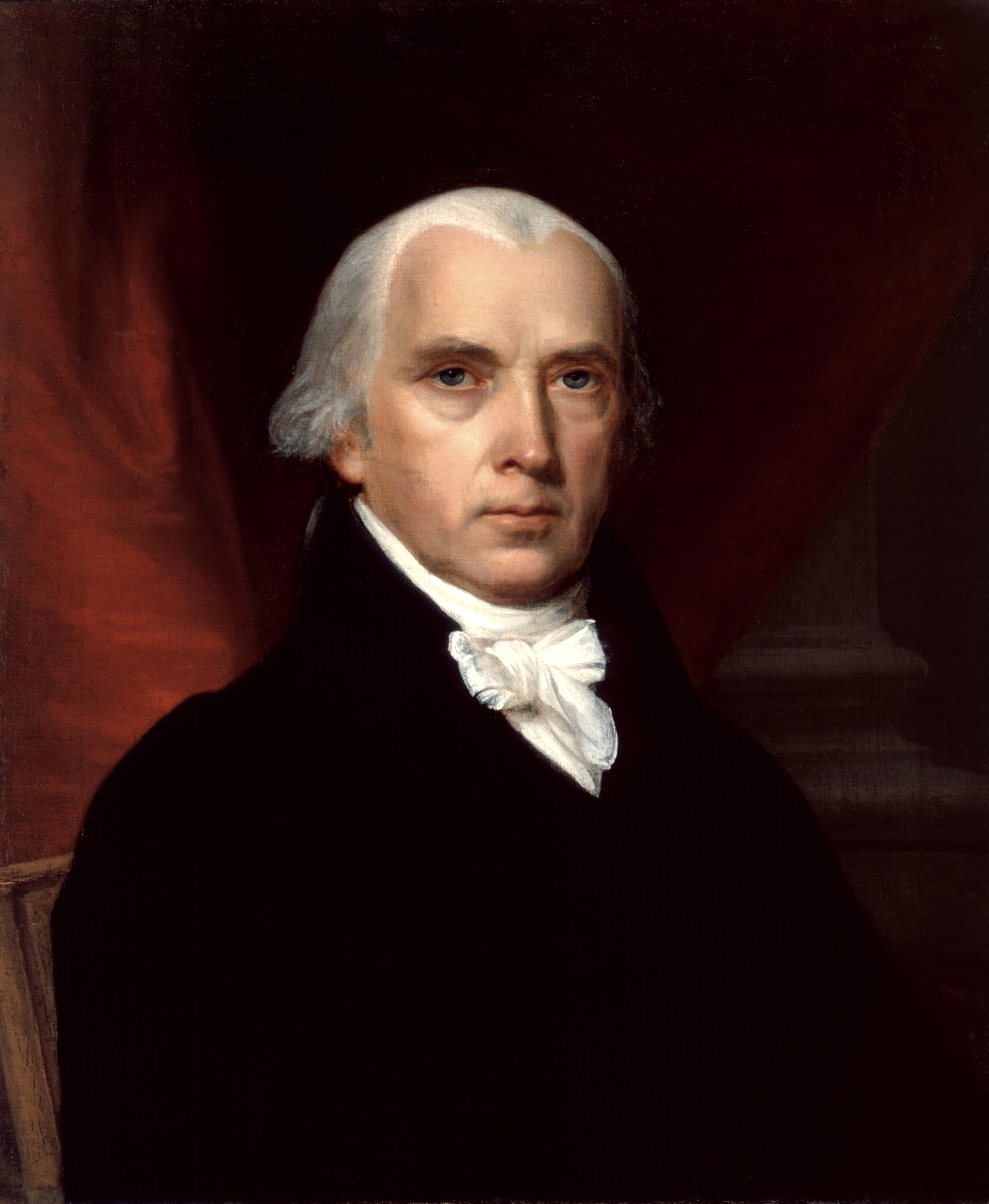
Джеймс Мэдисон 1809-1817 Президент США
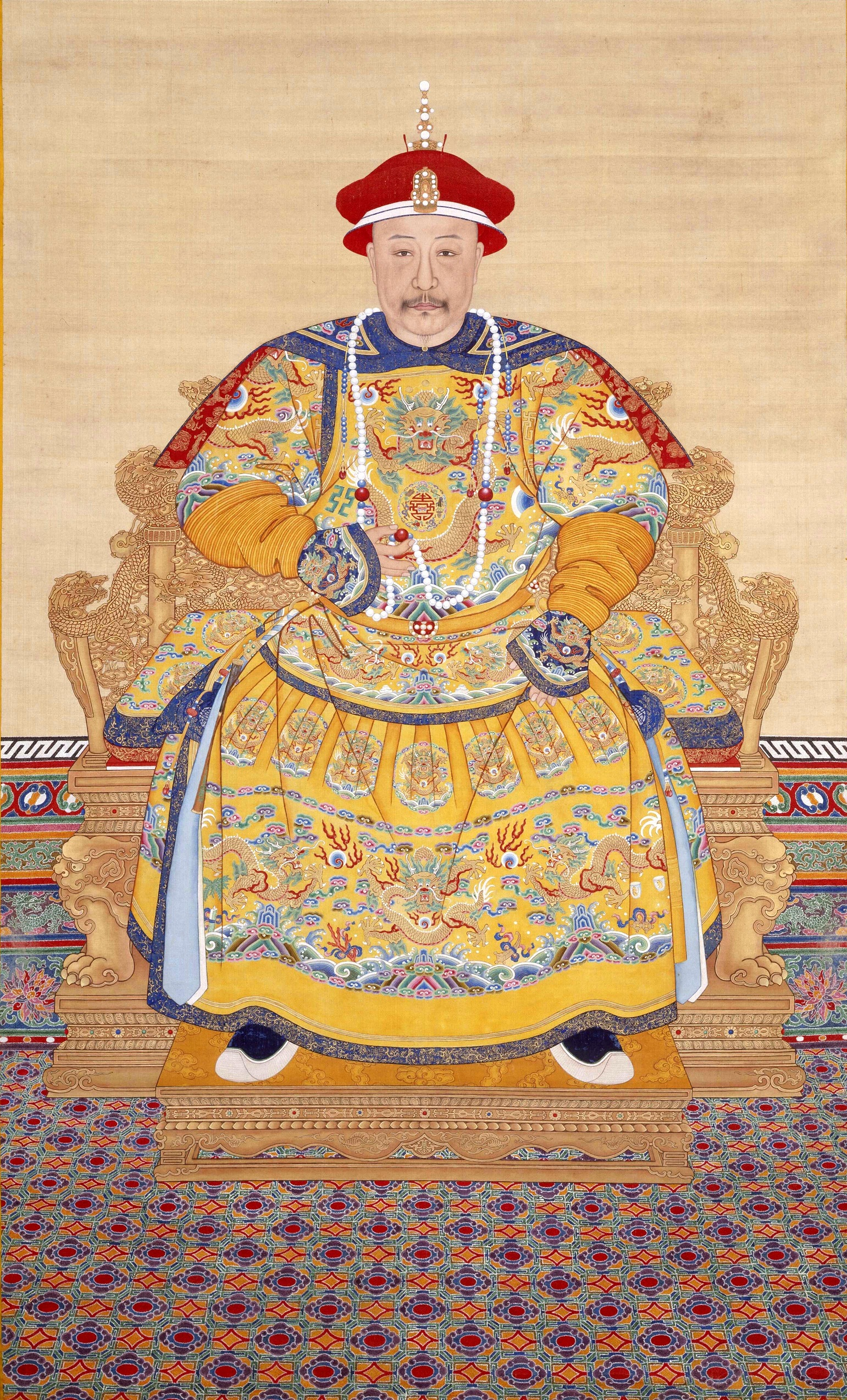
Цзяцин (Юнъянь) 1796-1820 Император Китая (Цин)
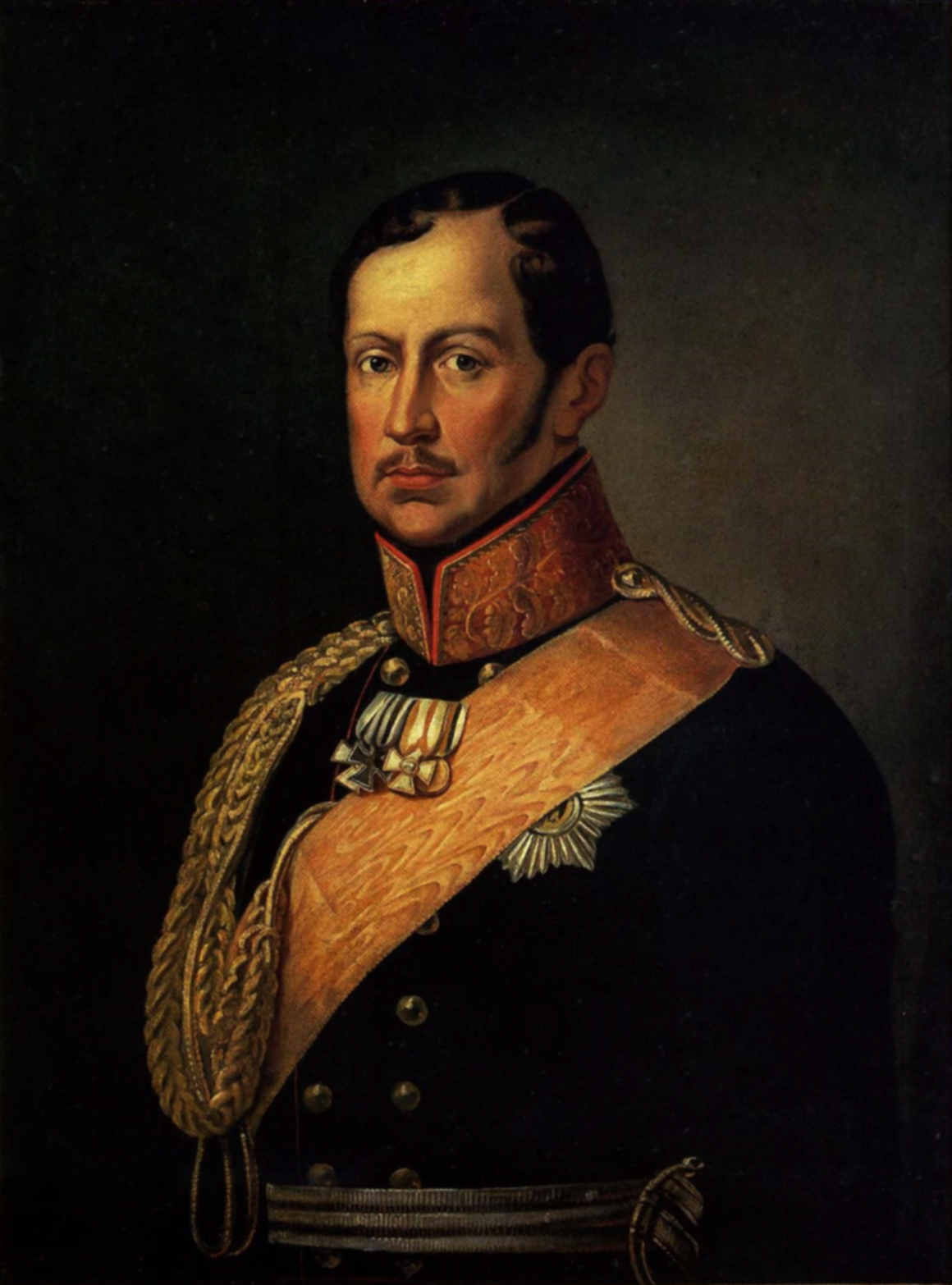
Фридрих Вильгельм III 1797-1840 Король Пруссии и курфюрст Бранденбургский
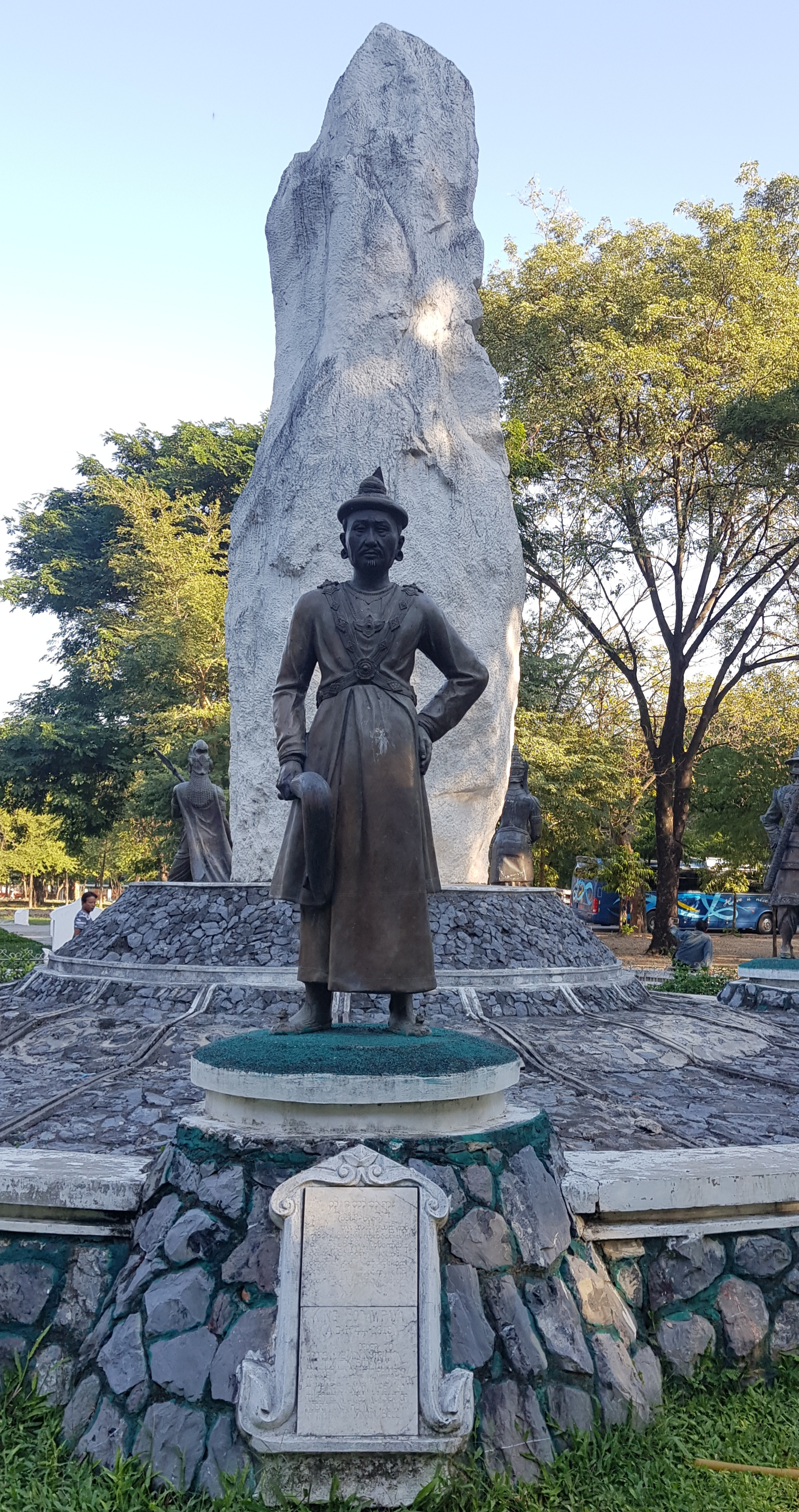
Бодопайя 1782-1819 Царь Бирмы
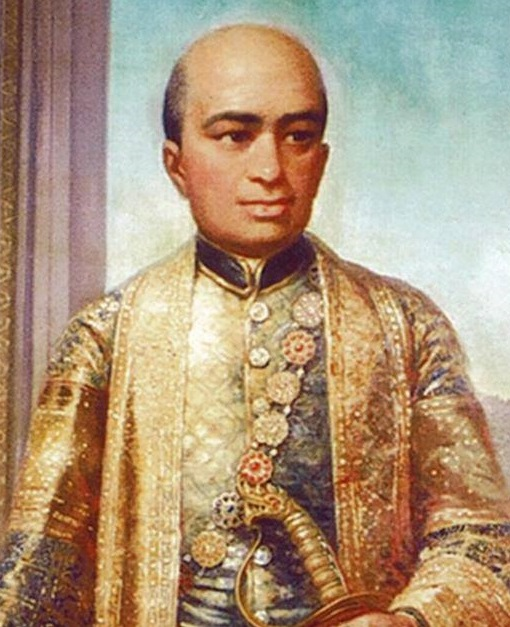
Рама II 1809-1824 Король Сиама
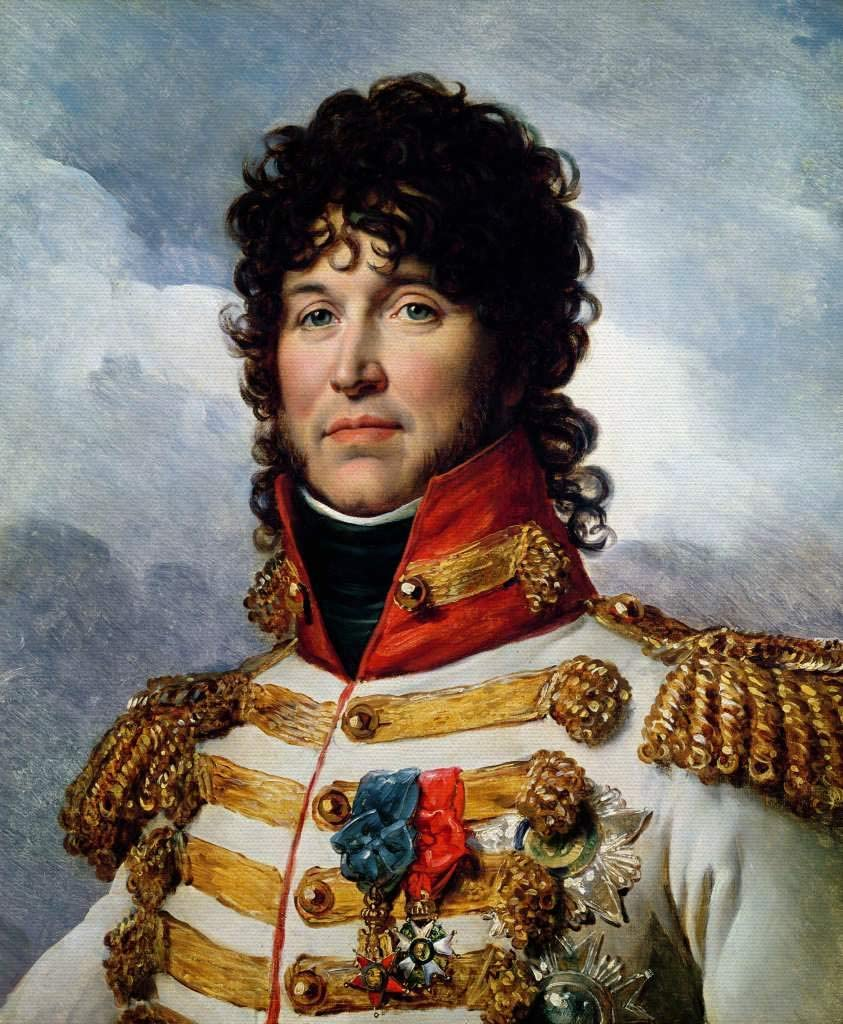
Иоахим Мюрат 1808-1815 Король Неаполя
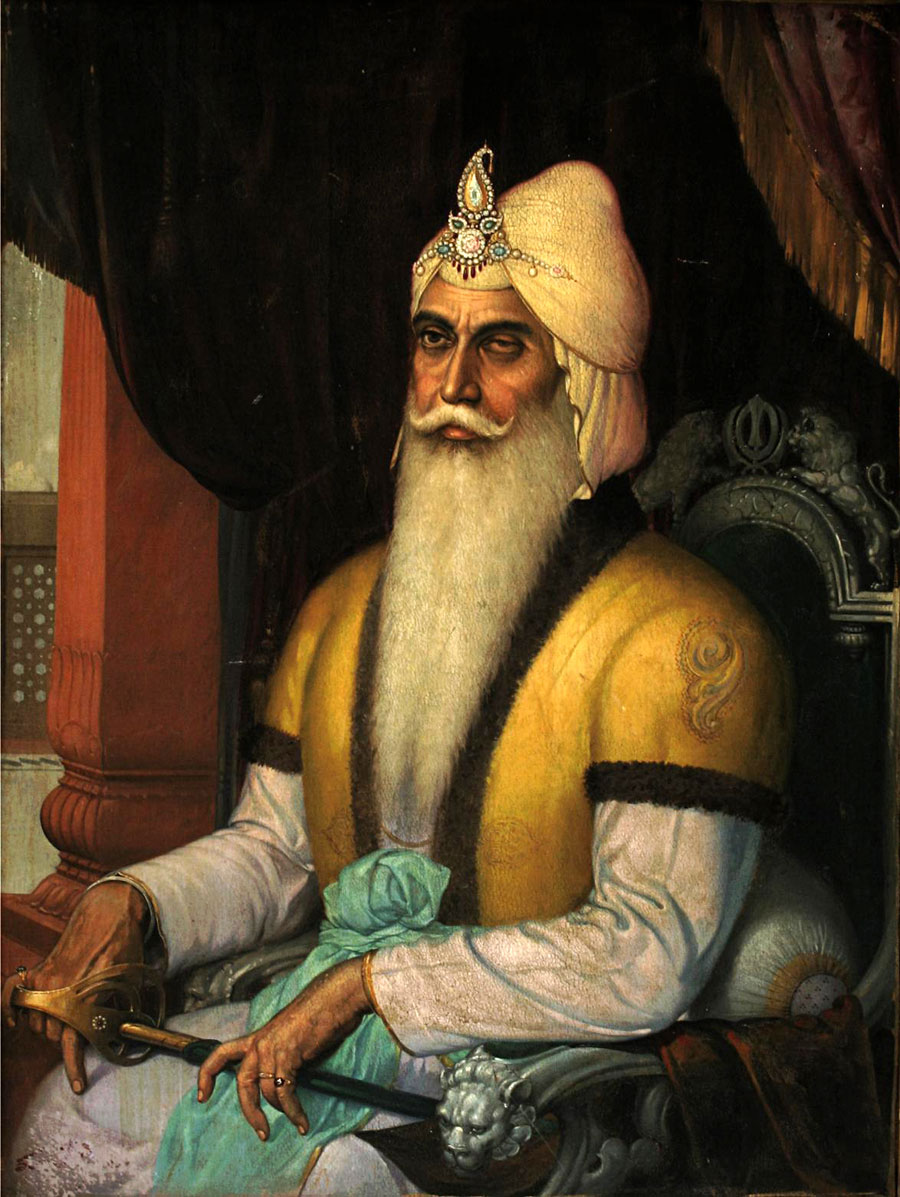
Ранджит Сингх 1801-1839 Махараджа сикхов
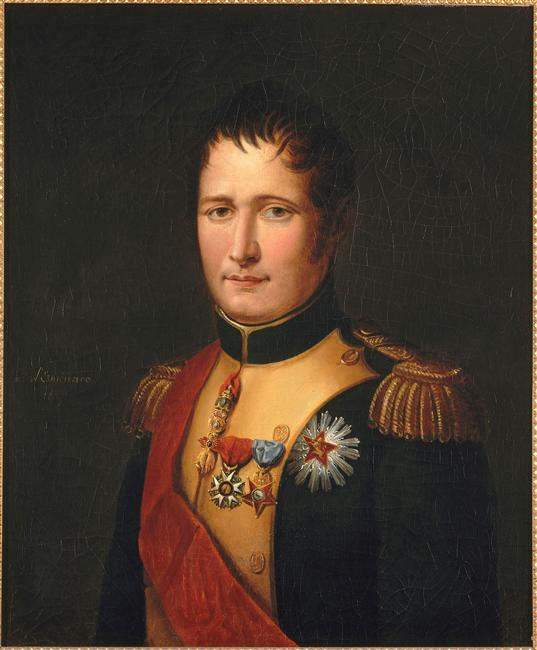
Жозеф Бонапарт 1808-1813 Король Испании
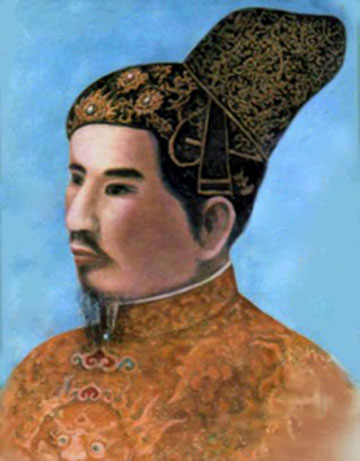
Нгуен Тхе-то 1802-1820 Император Дайвьета
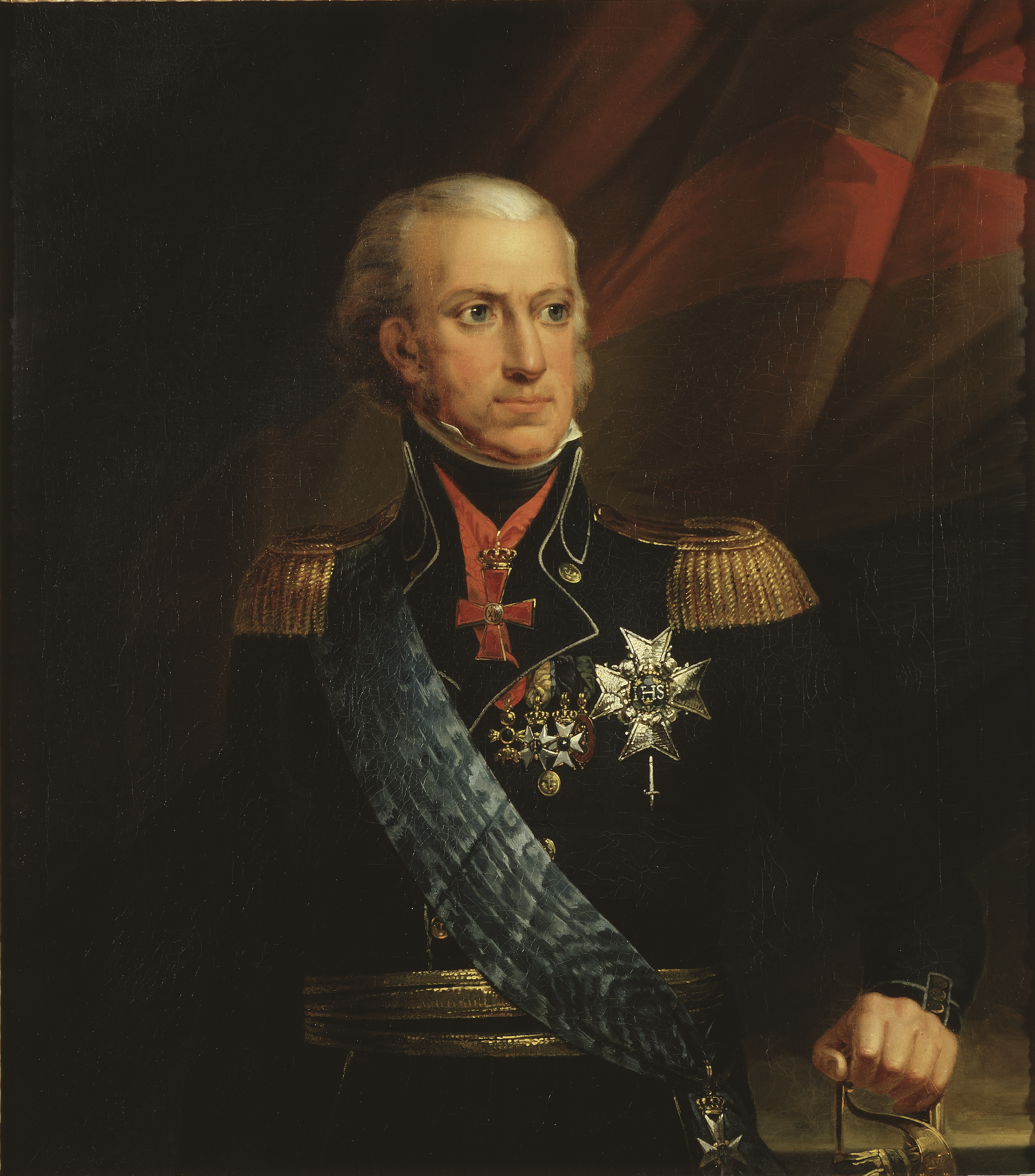
Карл XIII 1809-1818 Король Швеции
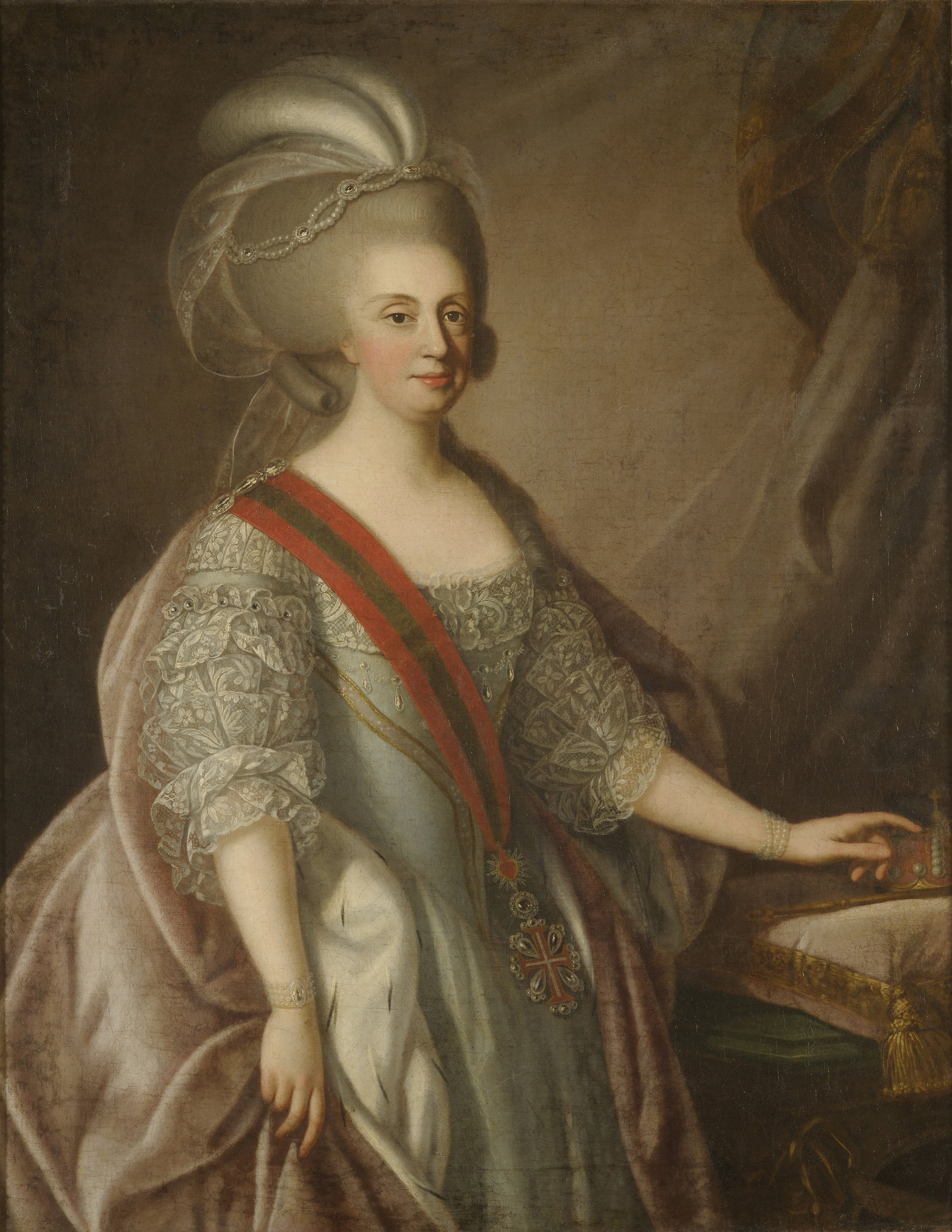
Мария I 1777-1816 Королева Португалии
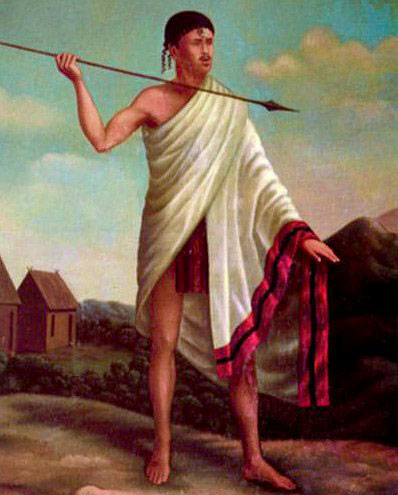
Андрианампуйнимерина 1787-1810 Король Имерины
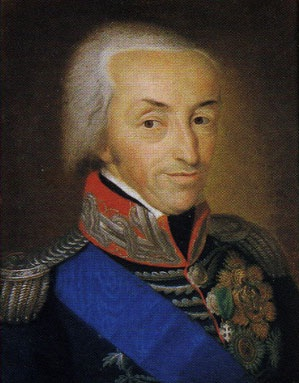
Виктор Эммануил I 1802-1821 Король Сардинии
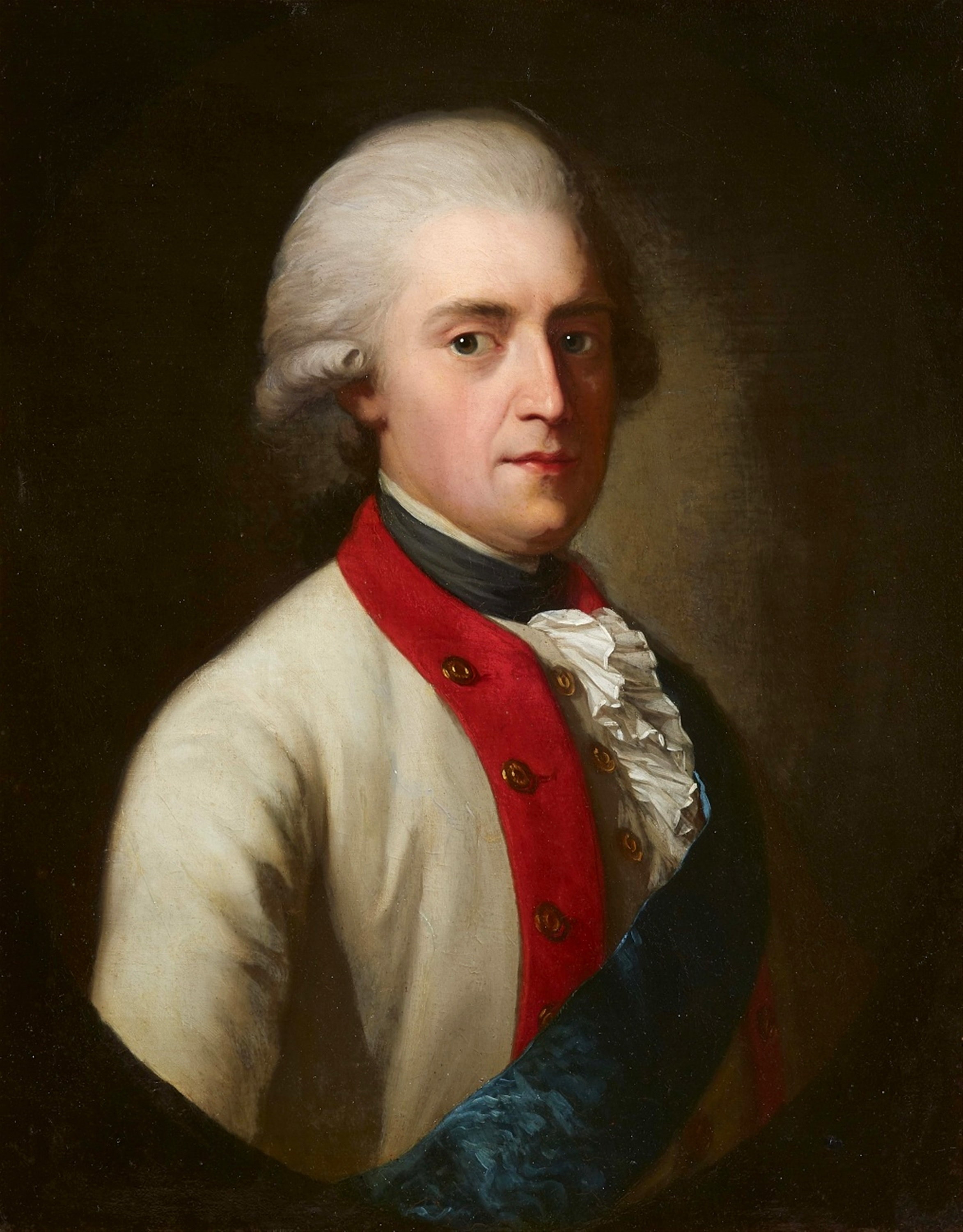
Фридрих Август I 1806-1827 Король Саксонии
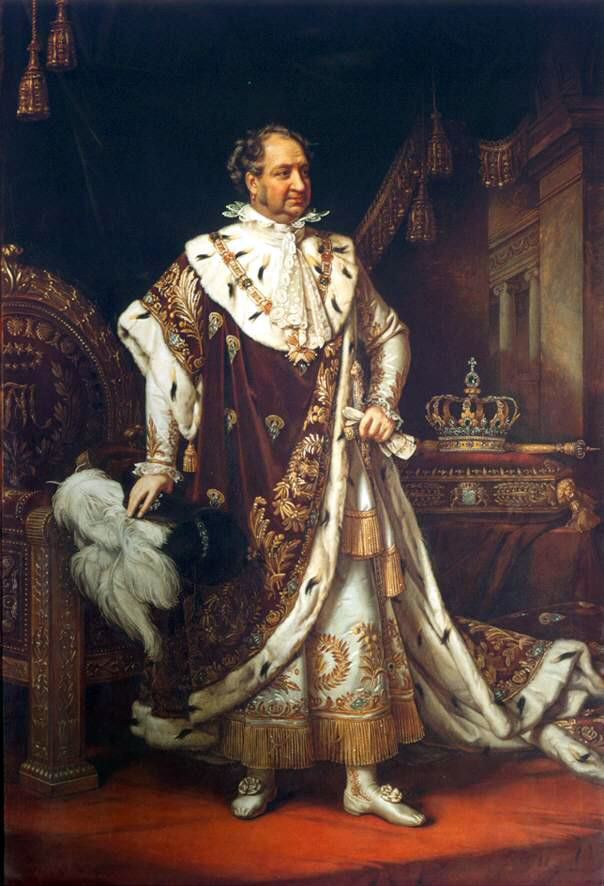
Максимилиан I 1806-1825 Король Баварии
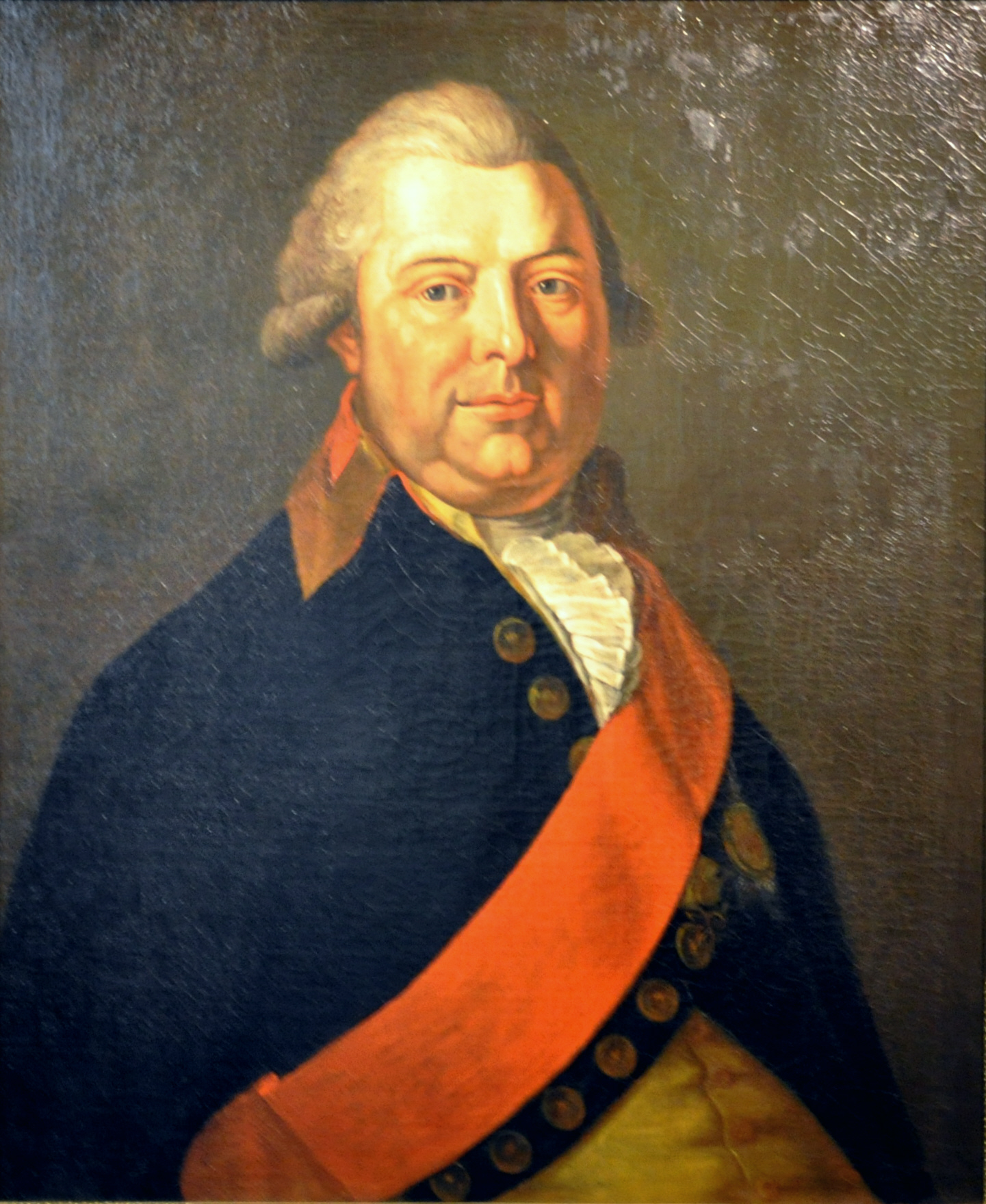
Фридрих I 1806-1816 Король Вюртемберга
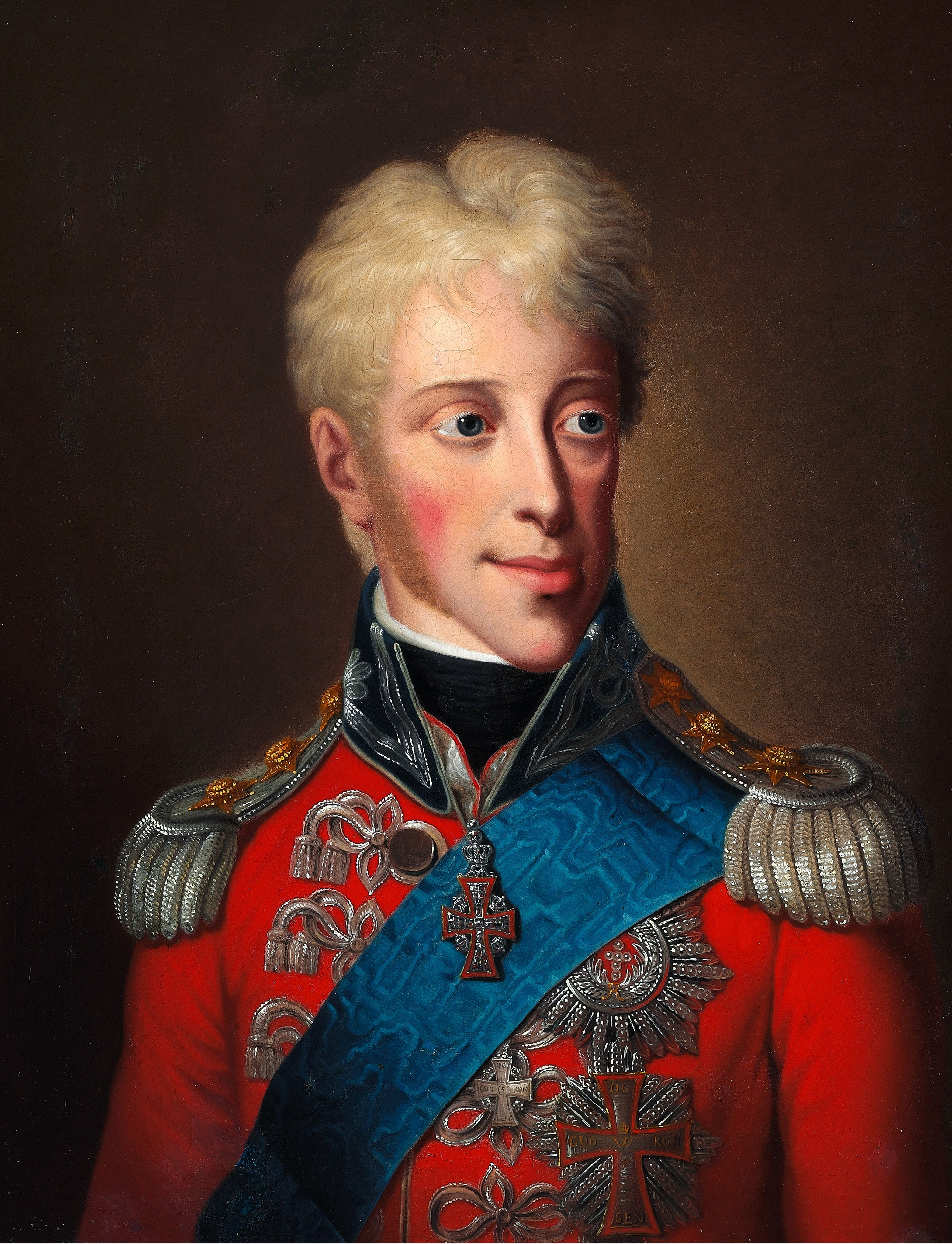
Фредерик VI 1808-1814 Король Дании и Норвегии
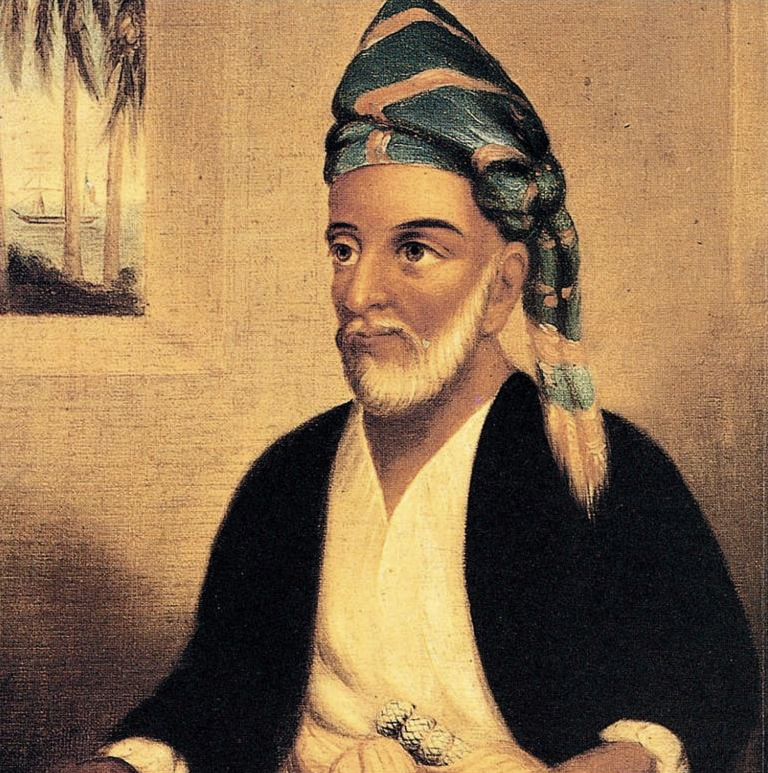
Саид ибн Султан 1804-1856 Султан Омана
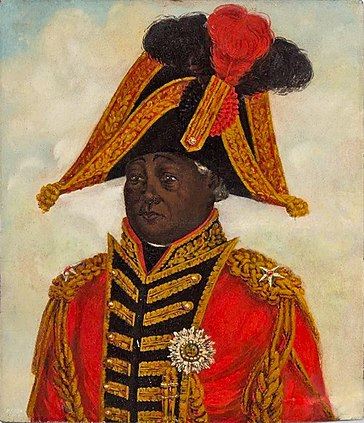
Анри Кристоф 1807-1811 Президент Гаити (государство)
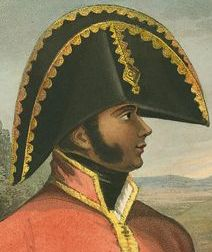
Александр Петион 1807-1818 Президент Гаити (республика)
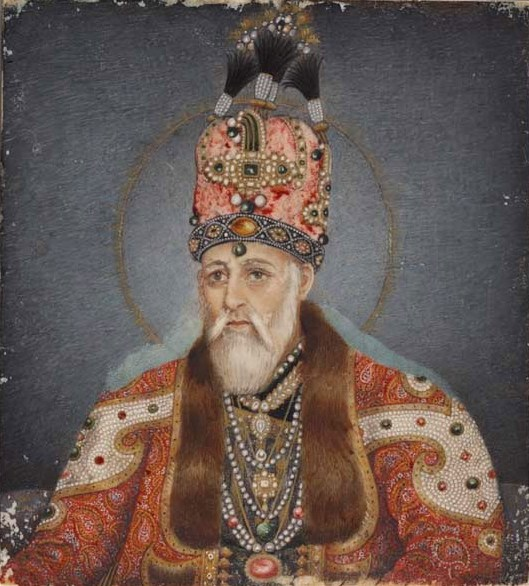
Акбар Шах II 1806-1837 Падишах империи Великих Моголов
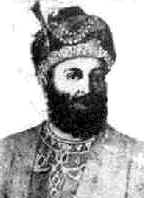
Махмуд-Шах 1801-1803, 1809-1818 Шах Дурранийской импери
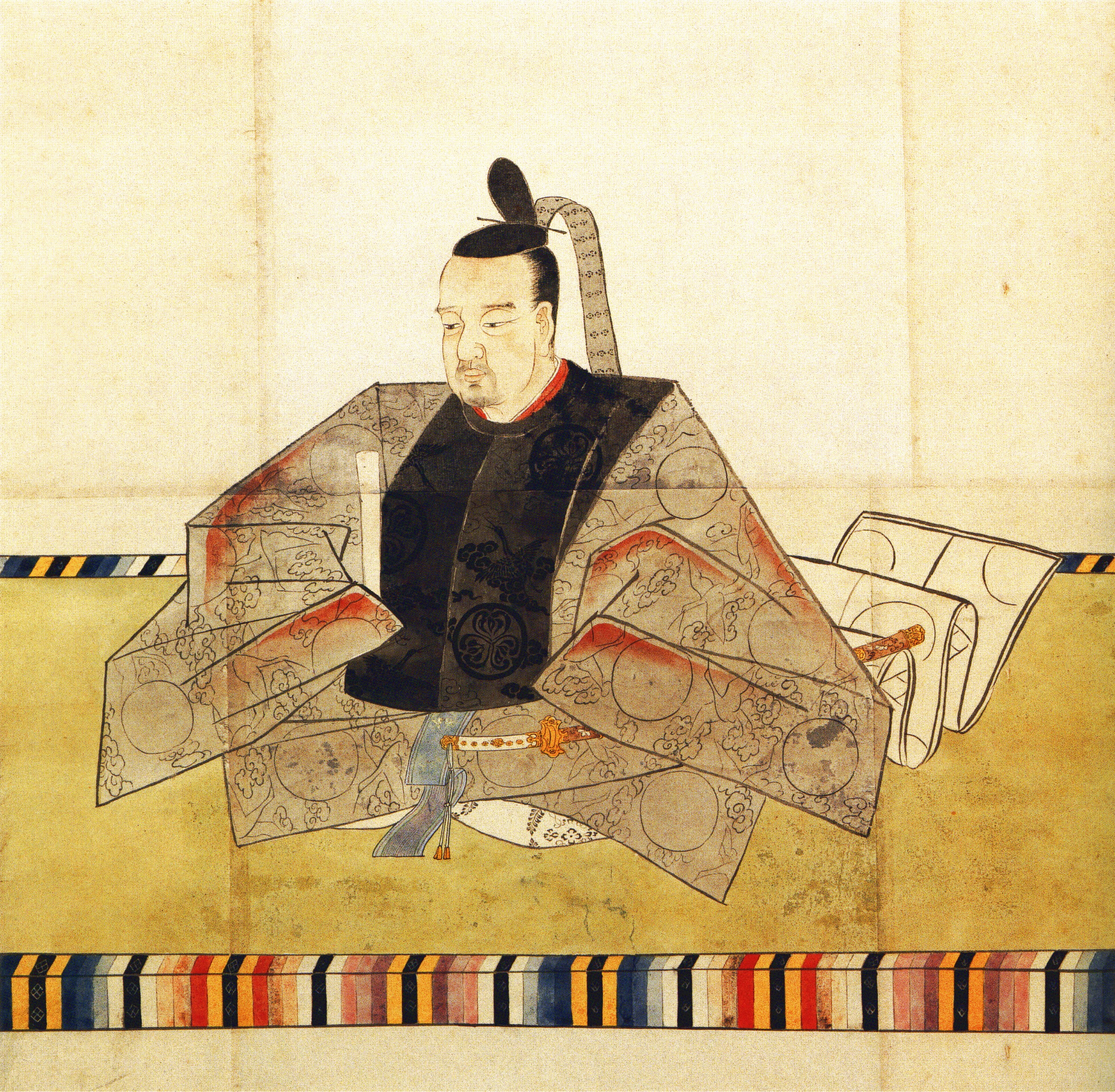
Токугава Иэнари 1787-1837 Сёгун Японии
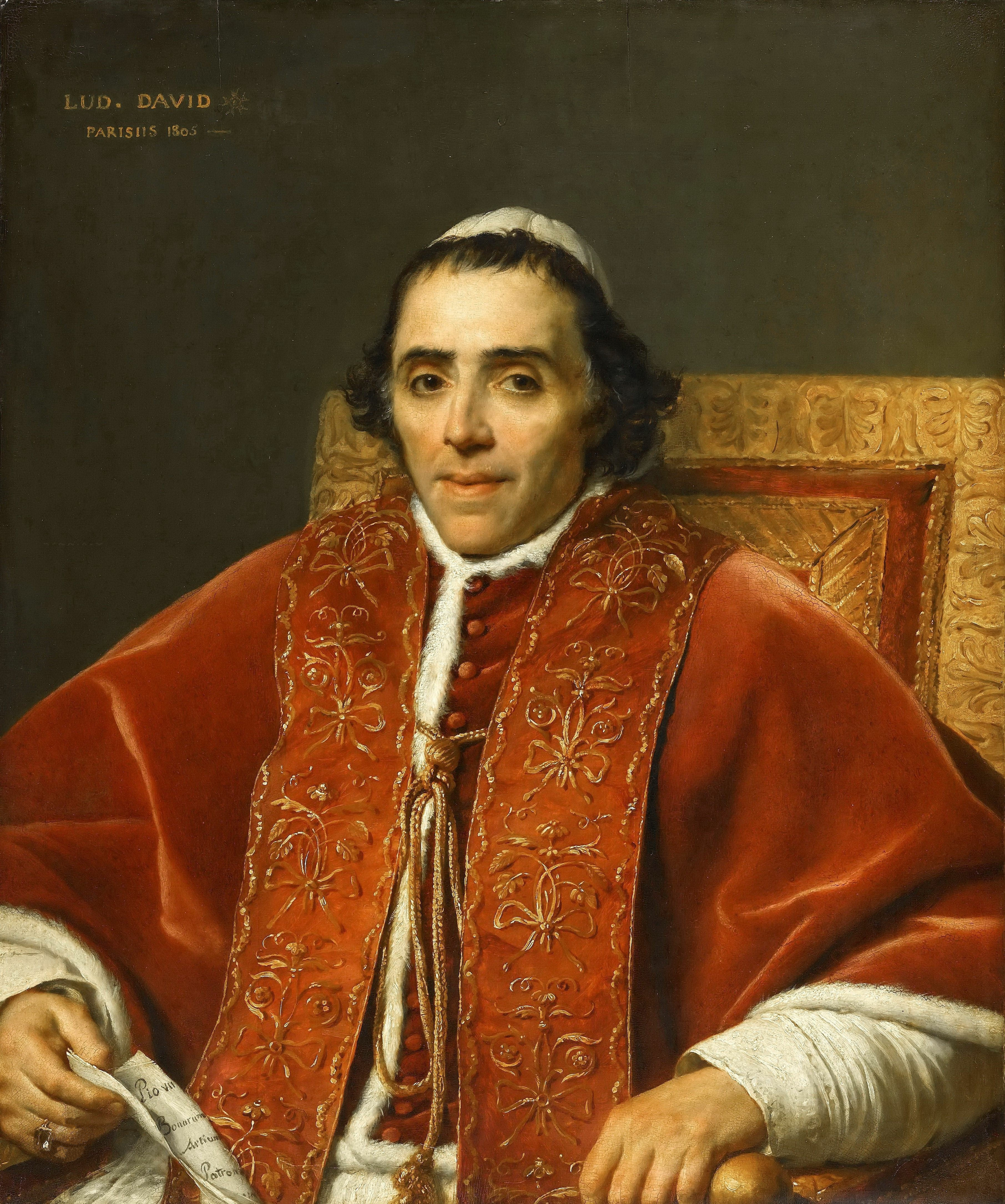
Пий VII 1800-1823 Папа Римский